# Затоплення гірничих виробок

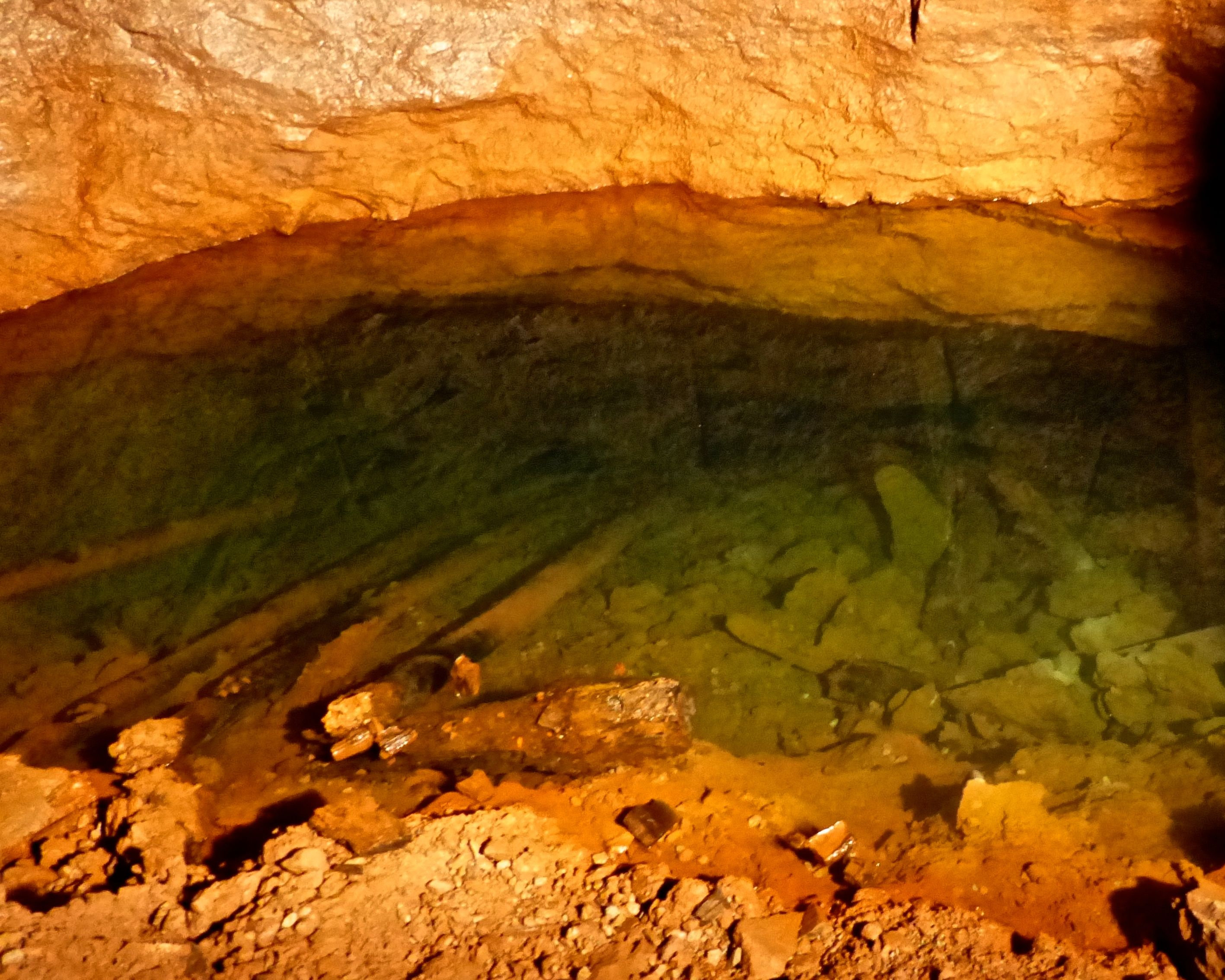
Затоплені гірничі виробки в Філіпповому тунелі, шахта Айзенберг

Затоплення гірничих виробок копалень буває частковим або повним внаслідок припинення або неефективного водовідливу, внаслідок проривів води та/або пливунів, а також при закритті шахт. Вода може бути шахтною або водою з поверхневих водойм. Гірничі виробки можуть затоплюватися як навмисно, так і ненавмисно.

## Раптовий прорив вод і пливунів
Раптовий прорив вод і пливунів — посилене надходження в гірничу виробку води або пухких водонасичених порід з пливунними властивостями.
Раптовий прорив вод і пливунів відбувається внаслідок самочинного або примусового руйнування водотривких порід у виробці. Р.п.в.п. спостерігається частіше за все на початковій стадії освоєння обводнених родовищ (див. обводненість родовищ), наприклад, на шахтах при проходженні стовбурів, підготовчих виробок тощо; на кар'єрах — при проходці в'їзних і розрізних траншей. Найбільшу небезпеку Р.п.в.п. являють при проходженні похилих і крутопадаючих виробок. Тривалість Р.п. пливунів становить декілька хвилин (рідше — години), тривалість Р.п. води — дек. діб або місяців. Кількість винесеного матеріалу може досягати дек. тис. м3, дебіт води — дек. тис. м3/год, що зумовлює часткове затоплення, замулення або повне «закриття» гірничої виробки на відстані до сотень м, «поховання» механізмів і машин, утворення пустот у масиві гірських порід, провалів або мульд осідання на земній поверхні. Недостатня вивченість механізму і різноманіття чинників, які зумовлюють Р.п.в.п., ускладнюють прогноз проривів і розробку запобіжних заходів. При проходженні шахтних стовбурів для попередження Р.п.в.п. застосовують заморожування пухких піщаних порід або водозниження, а при проходженні горизонтальних підземних виробок — дренаж. У шахтах, небезпечних за проривом вод, передбачають водозбірники, що забезпечують роботу гол. водовідливів протягом 8 год. нормального припливу, для дільничних — 4 год. нормального припливу; як аварійні ємкості можуть використовуватися старі виробки.

## Контур затоплення
Контур затоплення гірничих виробок наноситься на план гірничих виробок.
- Достовірним називають такий контур затоплених виробок, який нанесено за даними маркшейдерських зйомок і правильність якого може бути перевірена за матеріалами зйомок або стверджена іншими офіційними документами (матеріалами ліквідації шахти, затоплення і інше).

- Недостовірний контур наносять тоді, коли немає можливості побудувати достовірний. Положення недостовірного контуру визначають за свідченнями осіб, які відвідували виробки до їх затоплення, за даними візуальних спостережень, даними буріння контрольних свердловин і інше.